# Breguet 941
Breguet  941 – francuski czterosilnikowy samolot transportowy typu STOL opracowany w latach 60. XX wieku przez firmę Breguet.
Pierwszy prototyp pod oznaczeniem Breguet 940 wyposażony w silniki Turboméca  Turmo II został oblatany 21 maja 1958 roku. W lutym 1960 zamówiono drugi prototyp samolotu Breguet 941. Samolot był testowany przez Francję, jak i Stany Zjednoczone (McDonnell 188). Zamówiono tylko cztery egzemplarze dla francuskich sił powietrznych. W 1967 roku dostarczono pierwszy egzemplarz seryjny.

## Konstrukcja
Czterosilnikowy, turbośmigłowy  wolnonośny górnopłat o konstrukcji całkowicie metalowej. Usterzenie klasyczne, podwozie trójpodporowe chowane w locie. Śmigła trójłopatowe.